# Peter Walberg
Sven Peter Walberg, född 24 september 1826 i Särestads församling, Skaraborgs län, död 20 januari 1892 i Skånela, var en svensk jurist och politiker.
Walberg var borgmästare i Alingsås från 1858 och blev 1877 häradshövding i Stockholms läns västra domsaga. Han var riksdagsman för borgarståndet i Kungälvs stad, Ulricehamns stad och Alingsås stad vid ståndsriksdagen 1865–1866. Han var senare (1870–1875) ledamot av andra kammaren, invald i Borås, Alingsås och Ulricehamns valkrets.